# Walkerella jacobsoni
Walkerella jacobsoni (лат.) — вид крупных паразитических наездников из семейства Pteromalidae (Otitesellinae) отряда перепончатокрылые насекомые. Встречаются в Восточной Азии (Индонезия, Ява).

## Описание
Ассоциированы с фикусом Ficus subcordata. От близких видов отличаются булавой, чья длина в 2,4 раза больше своей ширины (у самок). Кроме того, у их головы развита задняя головная бороздка. Мелкие наездники (около 2 мм), самки с буровато-чёрным телом с зеленовато-голубоватым блестящим отливом с мелкой пунктировкой. Самцы желтоватые с крупной головой с экстремально развитыми большими мандибулами (серповидными, заострёнными на конце) и слитыми воедино мезонотумом, метанотумом и проподеумом; крылья редуцированные. Формула усиков: 11253. Крылья с сильно редуцированным жилкованием. Предположительно фитофаги и галлообразователи. Вид впервые описан в 1921 году под первоначальным названием Terastiozoon jacobsoni Grandi, 1921 по материалам из Индонезии.